# Chan Zuckerberg Biohub
Chan Zuckerberg Biohub (auch bekannt als Biohub oder CZ Biohub) ist eine gemeinnützige Forschungsorganisation. Neben der Durchführung eigener Forschung fördert sie die wissenschaftliche Zusammenarbeit zwischen der University of California, Berkeley, der University of California, San Francisco und der Stanford University. Das Forschungszentrum wird durch eine finanzielle Zusage in Höhe von 600 Millionen US-Dollar von Mark Zuckerberg und Priscilla Chan unterstützt. Die Organisation wird derzeit von Stephen Quake und Joseph DeRisi geleitet. Gajus Worthington wurde 2017 Chief Operating Officer, Sandra Schmid übernahm 2020 die Rolle der Chief Scientific Officer.

## Geschichte
Die Idee für Biohub entstand 2015, als die jetzigen Leiter zusammen mit Mark Zuckerberg und Priscilla Chan die Notwendigkeit einer gemeinsamen Anstrengung dieser drei Universitäten für die medizinische Grundlagenforschung diskutierten. Das Ziel der Organisation ist es, Krankheiten zu heilen, zu verhindern und zu verwalten, indem Krankheiten erforscht und Diagnosen und Therapien entwickelt werden. Sie konzentriert sich auf die Zellbiologie, die Erkennung von Infektionskrankheiten auf der ganzen Welt, die Entwicklung von Forschungswerkzeugen und die Finanzierung von Forschung.

## Organisation, Förderung
Der Biohub hat derzeit seinen Sitz neben dem Mission Bay Campus der UCSF, mit einem Satellitenstandort in Stanford. Er stellt Grundlagenforschern und klinischen Wissenschaftlern Laborräume, technologische Werkzeuge und finanzielle Mittel für Forschungsprojekte zur Verfügung. Der Chan Zuckerberg Biohub besteht aus einem internen Team von Forschern und „Investigatoren“ der drei Universitäten. Zwei der drei Universitäten im Biohub haben bereits Verbindungen zu großen medizinischen Forschungseinrichtungen. Die Stanford University ist mit dem Kriegsveteranenministerium der Vereinigten Staaten, dem Palo Alto Health Care System verbunden. VAPAHCS unterhält das drittgrößte Forschungsprogramm der Vereinigten Staaten mit umfangreichen Forschungszentren in den Bereichen Geriatrie, geistige Gesundheit, Alzheimer, Rückenmarksregeneration, Schizophrenie, Rehabilitationsforschungs- und Entwicklungszentrum, HIV-Forschung und einem Health Economics Resource Center. Die UC San Francisco ist mit dem UCSF Medical Center, dem führenden Krankenhaus in Kalifornien, und dem San Francisco VA Medical Center verbunden. Das SFVAMC hat das größte geförderte Forschungsprogramm in der Veterans Health Administration mit 90,2 Millionen Dollar an Forschungsausgaben (2015). Die aktuelle Direktorin des Medical Center ist Bonnie S. Graham. Die Universität Berkeley hat zwar keine Krankenhauszugehörigkeit, verfügt aber über einen botanischen Garten, der wie andere botanische Gärten, als Ressource für die pharmakologische Forschung im Biohub dienen.
Im Rahmen der COVID-19-Pandemie war der Biohub unter anderem an Projekten zur Virusidentifikation durch metagenomische Sequenzierung, 3D-Bildgebung, der Mitarbeit am Human Cell Atlas, sowie an Studien zu Infektionskrankheiten und Vektoren wie Moskitos beteiligt.
Priscilla Chan und Mark Zuckerbergs andere philanthropische Organisation, die Chan Zuckerberg Initiative, hat kürzlich Fördermittel für ein KI-Tool zur Verfügung gestellt, das Millionen von veröffentlichten medizinischen-wissenschaftlichen Erkenntnissen leichter zugänglich machen soll.